# Parcours du Tours Volley-Ball en coupe d'Europe
Le Tours Volley-Ball a disputé 142 matches européens en onze participations depuis la saison 2000-2001. Le club a remporté la Ligue des champions en 2005 et a été finaliste en 2007. Il a également remporté la Coupe de la CEV en 2017 et a été finaliste en 2022.

## Statistiques générales
Ces statistiques sont arrêtées au 26 avril 2018 et comprennent la saison 2022-2023.

### Généralités
Sur ses 152 matches, le club a remporté 85 victoires et concédé 57 défaites (soit un pourcentage de victoires de 60 %).
Le TVB a joué 124 matches en Ligue des champions, 16 en Coupe de la CEV et 2 en Challenge Cup.

### Par pays
| Pays       | Victoires | Défaites | Matches | Ratio | Années de confrontations                    |
| ---------- | --------- | -------- | ------- | ----- | ------------------------------------------- |
| Allemagne  | 10        | 6        | 16      | 62 %  | 2004–2007, 2012, 2017, 2023                 |
| Autriche   | 4         | 0        | 4       | 100 % | 2005, 2007                                  |
| Belgique   | 5         | 3        | 8       | 67 %  | 2006, 2015–2016, 2022                       |
| Bulgarie   | 3         | 1        | 4       | 75 %  | 2010, 2014                                  |
| Espagne    | 5         | 3        | 8       | 63 %  | 2005, 2007, 2010                            |
| Estonie    | 2         | 0        | 2       | 100 % | 2004                                        |
| France     | 1         | 1        | 2       | 50 %  | 2005                                        |
| Grèce      | 10        | 4        | 14      | 71 %  | 2001–2002, 2004–2006, 2016–2018             |
| Italie     | 9         | 15       | 24      | 37 %  | 2001–2002, 2004–2005, 2011, 2013–2017, 2022 |
| Monténégro | 4         | 0        | 4       | 100 % | 2007, 2012                                  |
| Pays-Bas   | 1         | 1        | 2       | 50 %  | 2001                                        |
| Pologne    | 1         | 5        | 6       | 17 %  | 2012–2014                                   |
| Portugal   | 2         | 0        | 2       | 100 % | 2022                                        |
| Russie     | 9         | 13       | 22      | 41 %  | 2002, 2004, 2006–2007, 2010–2011, 2016      |
| Serbie     | 2         | 0        | 2       | 100 % | 2013                                        |
| Slovénie   | 6         | 0        | 6       | 100 % | 2012, 2014, 2017                            |
| Tchéquie   | 7         | 1        | 8       | 88 %  | 2006–2007, 2017                             |
| Turquie    | 3         | 3        | 6       | 50 %  | 2002, 2011, 2015                            |
| Ukraine    | 1         | 1        | 2       | 50 %  | 2013                                        |
| Total      | 85        | 57       | 142     | 60 %  |                                             |

### Par équipes
| Pays | Club                     | Victoires | Défaites | Matches | Ratio | Années de confrontations   |
| ---- | ------------------------ | --------- | -------- | ------- | ----- | -------------------------- |
|      | Unicaja Almería          | 3         | 1        | 4       | 75 %  | 2005, 2010                 |
|      | Halkbank Ankara          | 0         | 2        | 2       | 0 %   | 2015                       |
|      | Skra Bełchatów           | 1         | 1        | 2       | 50 %  | 2012                       |
|      | Lokomotiv Belgorod       | 4         | 3        | 7       | 57 %  | 2004, 2007, 2011, 2016     |
|      | Étoile rouge de Belgrade | 2         | 0        | 2       | 100 % | 2013                       |
|      | SCC Berlin               | 2         | 0        | 2       | 100 % | 2005                       |
|      | Volejbal Brno            | 2         | 0        | 2       | 100 % | 2017                       |
|      | Budvanska Rivijera Budva | 2         | 0        | 2       | 100 % | 2012                       |
|      | Civitanova Volley Lube   | 0         | 2        | 2       | 0 %   | 2022                       |
|      | evivo Düren              | 2         | 0        | 2       | 100 % | 2007                       |
|      | Marek Dupnista           | 2         | 0        | 2       | 100 % | 2014                       |
|      | United Volleys Frankfurt | 2         | 0        | 2       | 100 % | 2017                       |
|      | VfB Friedrichshafen      | 4         | 6        | 10      | 34 %  | 2004–2007, 2012, 2023      |
|      | Hypo Tirol Innsbrück     | 4         | 0        | 4       | 100 % | 2005, 2007                 |
|      | Belediyesi Istanbul      | 2         | 0        | 2       | 100 % | 2002                       |
|      | Fenerbahçe Istanbul      | 1         | 1        | 2       | 50 %  | 2011                       |
|      | Jastrzębski Węgiel       | 0         | 2        | 2       | 0 %   | 2014                       |
|      | Calcit Kamnik            | 2         | 0        | 2       | 100 % | 2017                       |
|      | VK Karlovarsko           | 2         | 0        | 2       | 100 % | 2017                       |
|      | Zenit Kazan              | 0         | 2        | 2       | 0 %   | 2010                       |
|      | ZAKSA Kędzierzyn-Koźle   | 0         | 2        | 2       | 0 %   | 2013                       |
|      | Lokomotiv Kharkov        | 1         | 1        | 2       | 50 %  | 2013                       |
|      | VK Kladno                | 1         | 1        | 2       | 50 %  | 2006                       |
|      | Olympiakos Le Pirée      | 4         | 2        | 6       | 67 %  | 2001, 2006, 2018           |
|      | Benfica Lisbonne         | 2         | 0        | 2       | 100 % | 2022                       |
|      | ACH Ljubljana            | 4         | 0        | 4       | 100 % | 2012, 2014                 |
|      | VC Maaseik               | 3         | 1        | 4       | 75 %  | 2015, 2016                 |
|      | Dynamo Moscou            | 3         | 4        | 7       | 43 %  | 2006–2007, 2011            |
|      | Luzhniki Moscou          | 1         | 1        | 2       | 50 %  | 2002                       |
|      | Vrevok Nieuwegein        | 1         | 1        | 2       | 50 %  | 2001                       |
|      | Iskra Odintsovo          | 1         | 3        | 4       | 25 %  | 2004, 2010                 |
|      | DHL Ostrava              | 2         | 0        | 2       | 100 % | 2007                       |
|      | Palma de Majorque        | 2         | 2        | 4       | 50 %  | 2007                       |
|      | Paris Volley             | 1         | 1        | 2       | 50 %  | 2005                       |
|      | ESS Falck Pärnu          | 2         | 0        | 2       | 100 % | 2004                       |
|      | Sir Safety Pérouse       | 0         | 2        | 2       | 0 %   | 2015                       |
|      | Copra Plaisance          | 2         | 2        | 4       | 50 %  | 2005, 2014                 |
|      | Buducnost Podgorica      | 2         | 0        | 2       | 100 % | 2007                       |
|      | Knack Roeselare          | 2         | 2        | 4       | 50 %  | 2006, 2022                 |
|      | Iraklis Salonique        | 6         | 2        | 8       | 75 %  | 2002, 2004–2005, 2016–2017 |
|      | CSKA Sofia               | 1         | 1        | 2       | 50 %  | 2010                       |
|      | Trentino Volley          | 2         | 4        | 6       | 33 %  | 2013, 2016–2017            |
|      | Sisley Trévise           | 5         | 5        | 10      | 50 %  | 2001–2002, 2004–2005, 2011 |
|      | Total                    | 85        | 57       | 142     | 60 %  |                            |

## Saison par saison

### Saison 2022-2023 (Ligue des champions)
- Qualification à la Ligue des champions acquise grâce à la 1ère place de la saison régulière du championnat de France.
- Tours s’est qualifié pour la phase finale (Play Offs) de la Ligue des champions pour la première fois depuis 2016[1].
- Trois victoires, cinq défaites.
- Meilleur scoreur du TVB : Aboubacar DRAME NETO avec 132 points en 7 matchs (25 sets) soit 5,28 par set

- Meilleur receveur du TVB : João Rafael DE BARROS FERREIRA avec 123 réceptions en 7 matchs (23 sets) et une efficacité de 32%
- Meilleur serveur du TVB : Luciano PALONSKY avec 12 aces en 7 matchs (23 sets)

| Knack ROESELARE        | 0-3 | 2-3 |     |     |
| Cucine Lube CIVITANOVA | 1-3 | 3-0 |     |     |
| Sport LISBOA e Benfica | 1-3 | 3-0 |     |     |
| VfB FRIEDRICHSHAFEN    |     |     | 0-3 | 3-2 |

### Saison 2021-2022 (Coupe de la CEV)
- Qualification à la Coupe de la CEV acquise grâce au quart de finale en finale du championnat de France.
- Huit victoires, quatre défaites.

| Adversaire             | 1/32e A | 1/32e R | 1/16e A | 1/16e R | 1/8e A | 1/8e R | 1/4e A | 1/4e R | 1/2e A | 1/2e R | Finale A | Finale R |
| ---------------------- | ------- | ------- | ------- | ------- | ------ | ------ | ------ | ------ | ------ | ------ | -------- | -------- |
| Sportveneriging Dynamo | 1-3     | 3-0     |         |         |        |        |        |        |        |        |          |          |
| Lycurgus               |         |         | 3-1     | 0-3     |        |        |        |        |        |        |          |          |
| Modène Volley          |         |         |         |         | 3-1    | 2-3    |        |        |        |        |          |          |
| Karlovarsko            |         |         |         |         |        |        | 3-0    | 1-3    |        |        |          |          |
| Skra Bełchatów         |         |         |         |         |        |        |        |        | 3-2    | 3-1    |          |          |
| Volley Milano          |         |         |         |         |        |        |        |        |        |        | 3-0      | 0-3      |

### Saison 2019-2020 (Ligue des champions)
- Qualification à la Ligue des champions acquise grâce à la victoire en finale du championnat de France.
- Zéro victoire, deux défaites.

| Adversaire         | Aller | Retour |
| ------------------ | ----- | ------ |
| Onico Varsovie     | 3-0   |        |
| Sir Safety Pérouse | 0-3   |        |
| Benfica            |       |        |

### Saison 2018-2019 (Ligue des champions)
- Qualification à la Ligue des champions acquise grâce à la victoire en finale du championnat de France.
- Deux victoires, quatre défaites.

| Adversaire         | Aller | Retour |
| ------------------ | ----- | ------ |
| Arkas Spor         | 0-3   | 3-2    |
| Sir Safety Pérouse | 1-3   | 3-0    |
| Dynamo Moscou      | 3-0   | 0-3    |

### Saison 2017-2018 (Challenge Cup)
- Qualification à la Challenge Cup acquise grâce à 4ème place en saison régulière du championnat de France.
- Une victoire, une défaite.

| Adversaire          | 1/16e A | 1/16e R | 1/16e GS* |
| ------------------- | ------- | ------- | --------- |
| Olympiakos Le Pirée | 3-0     | 3-0     | 11-15     |

*Golden Set

### Saison 2016-2017 (Coupe de la CEV)
- Qualification à la Coupe de la CEV acquise grâce à la demi-finale en finale du championnat de France.
- Onze victoires, une défaite.

| Adversaire                | 1/32e A | 1/32e R | 1/16e A | 1/16e R | 1/8e A | 1/8e R | 1/4e A | 1/4e R | 1/2e A | 1/2e R | Finale A | Finale R | Finale GS* |
| ------------------------- | ------- | ------- | ------- | ------- | ------ | ------ | ------ | ------ | ------ | ------ | -------- | -------- | ---------- |
| Calcit Kamnik             | 3-1     | 2-3     |         |         |        |        |        |        |        |        |          |          |            |
| Brno                      |         |         | 3-0     | 1-3     |        |        |        |        |        |        |          |          |            |
| PAOK Salonique            |         |         |         |         | 2-3    | 3-1    |        |        |        |        |          |          |            |
| Karlovarsko               |         |         |         |         |        |        | 0-3    | 3-2    |        |        |          |          |            |
| United Volleys Rhein-Main |         |         |         |         |        |        |        |        | 3-0    | 2-3    |          |          |            |
| Trentino Volley           |         |         |         |         |        |        |        |        |        |        | 3-0      | 3-1      | 15-13      |

*Golden Set

### Saison 2015-2016 (Ligue des champions)
- Qualification à la Ligue des champions acquise grâce à la victoire en finale du championnat de France.
- Six victoires, deux défaites.

| Adversaire         | Aller | Retour | 1/6e aller | 1/6e retour |
| ------------------ | ----- | ------ | ---------- | ----------- |
| Trentino Volley    | 3-0   | 3-2    |            |             |
| PAOK Salonique     | 3-1   | 1-3    |            |             |
| Noliko Maaseik     | 1-3   | 3-0    |            |             |
| Lokomotiv Belgorod |       |        | 0-3        | 2-3         |

### Saison 2014-2015 (Ligue des champions)
- Qualification à la Ligue des champions acquise grâce à la victoire en finale du championnat de France.
- Une victoire, cinq défaites.

| Adversaire         | Aller | Retour |
| ------------------ | ----- | ------ |
| Sir Safety Pérouse | 2-3   | 3-0    |
| Noliko Maaseik     | 3-2   | 3-0    |
| Halkbank Ankara    | 1-3   | 3-1    |

### Saison 2013-2014 (Ligue des champions)
- Qualification à la Ligue des champions acquise grâce à la victoire en finale du championnat de France.
- Cinq victoires, trois défaites.

| Adversaire         | Aller | Retour | 1/6e aller | 1/6e retour |
| ------------------ | ----- | ------ | ---------- | ----------- |
| Copra Piacenza     | 3-2   | 3-0    |            |             |
| ACH Volley         | 1-3   | 3-2    |            |             |
| Marek Doupnitsa    | 0-3   | 3-0    |            |             |
| Jastrzębski Węgiel |       |        | 0-3        | 3-0         |

### Saison 2012-2013 (Ligue des champions,Coupe de la CEV)
- Qualification à la Ligue des champions acquise grâce à la victoire en finale du championnat de France. Reversé en coupe de la CEV à la suite de la troisième place obtenue en phase de poule de la LDC.
- Trois victoires, cinq défaites.

| Adversaire               | Aller | Retour | 1/6e aller | 1/6e retour |
| ------------------------ | ----- | ------ | ---------- | ----------- |
| ZAKSA Kędzierzyn-Koźle   | 3-0   | 1-3    |            |             |
| Itas Trente              | 3-0   | 0-3    |            |             |
| Étoile rouge de Belgrade | 0-3   | 3-0    |            |             |
| Lokomotiv Kharkov        |       |        | 3-0        | 3-1         |

### Saison 2011-2012 (Ligue des champions)
- Qualification à la Ligue des champions acquise grâce à la victoire en Coupe de France.
- Cinq victoires, trois défaites.

| Adversaire               | Aller | Retour | 1/6e aller | 1/6e retour |
| ------------------------ | ----- | ------ | ---------- | ----------- |
| Skra Bełchatów           | 3-1   | 3-0    |            |             |
| ACH Ljubljana            | 3-0   | 1-3    |            |             |
| Budvanska Rivijera Budva | 0-3   | 3-0    |            |             |
| VfB Friedrichshafen      |       |        | 3-0        | 2-3         |

### Saison 2010-2011 (Ligue des champions)
- Qualification à la Ligue des champions acquise grâce aux victoires en Championnat de France et en Coupe de France.
- Six victoires, deux défaites.

| Adversaire          | Aller | Retour | 1/6e aller | 1/6e retour |
| ------------------- | ----- | ------ | ---------- | ----------- |
| Lokomotiv Belgorod  | 2-3   | 3-0    |            |             |
| Fenerbahçe Istanbul | 1-3   | 0-3    |            |             |
| Sisley Trévise      | 3-2   | 2-3    |            |             |
| Dynamo Moscou       |       |        | 3-2        | 3-1         |

### Saison 2009-2010 (Ligue des champions,Coupe de la CEV)
- Qualification à la Ligue des champions acquise grâce à la victoire en Coupe de France. Report en Coupe de la CEV à la suite de la troisième place acquise après la phase de poules.
- Deux victoires, six défaites.

| Adversaire      | Aller | Retour | 1/6e aller | 1/6e retour |
| --------------- | ----- | ------ | ---------- | ----------- |
| Unicaja Almeria | 3-2   | 3-2    |            |             |
| CSKA Sofia      | 3-2   | 3-0    |            |             |
| Zenit Kazan     | 3-1   | 1-3    |            |             |
| Iskra Odintsovo |       |        | 2-3        | 3-2         |

### Saison 2006-2007 (Ligue des champions)
- Qualification à la Ligue des champions acquise grâce à la victoire en Coupe de France.
- Douze victoires, quatre défaites.

| Adversaire           | Aller | Retour | 1/6e aller | 1/6e retour | 1/3 aller | 1/3 retour | 1/2 finale | Finale |
| -------------------- | ----- | ------ | ---------- | ----------- | --------- | ---------- | ---------- | ------ |
| evivo Düren          | 1-3   | 3-1    |            |             |           |            |            |        |
| Lokomotiv Belgorod   | 3-F   | 3-2    |            |             |           |            |            |        |
| Buducnost Podgorica  | 2-3   | 3-1    |            |             |           |            |            |        |
| Palma de Majorque    | 1-3   | 3-0    |            |             | 1-3       | 3-2        |            |        |
| Hypo Tirol Innsbrück | 2-3   | 3-0    |            |             |           |            |            |        |
| DHL Ostrava          |       |        | 1-3        | 3-1         |           |            |            |        |
| Dynamo Moscou        |       |        |            |             |           |            | 1-3        |        |
| VfB Friedrichshafen  |       |        |            |             |           |            |            | 3-1    |

### Saison 2005-2006 (Ligue des champions)
- Qualification à la Ligue des champions acquise grâce à la victoire en Coupe de France.
- Sept victoires, six défaites.

| Adversaire          | Aller | Retour | 1/6e aller | 1/6e retour | 1/3 aller | 1/3 retour |
| ------------------- | ----- | ------ | ---------- | ----------- | --------- | ---------- |
| VK Kladno           | 1-3   | 0-3    |            |             |           |            |
| Dinamo Moscou       | 3-2   | 3-2    |            |             | 3-0       | 2-3        |
| Olympiakos Le Pirée | 1-3   | 3-1    |            |             |           |            |
| VfB Friedrichshafen | 2-3   | 1-3    |            |             |           |            |
| Knack Roeselare     |       |        | 3-2        | 3-0         |           |            |

### Saison 2004-2005 (Ligue des champions)
- Qualification à la Ligue des champions acquise grâce au titre de champion de France.
- Onze victoires, trois défaites.

| Adversaire           | Aller | Retour | 1/6e aller | 1/6e retour | 1/3 aller | 1/3 retour | 1/2 finale | Finale |
| -------------------- | ----- | ------ | ---------- | ----------- | --------- | ---------- | ---------- | ------ |
| Hypo Tirol Innsbrück | 3-0   | 1-3    |            |             |           |            |            |        |
| SCC Berlin           | 2-3   | 3-0    |            |             |           |            |            |        |
| Unicaja Almeria      | 3-0   | 1-3    |            |             |           |            |            |        |
| Sisley Trévise       | 3-1   | 3-0    |            |             |           |            |            |        |
| Copra Piacenza       |       |        | 3-1        | 3-2         |           |            |            |        |
| Paris Volley         |       |        |            |             | 1-3       | 0-3        |            |        |
| VfB Friedrichshafen  |       |        |            |             |           |            | 3-0        |        |
| Iraklis Salonique    |       |        |            |             |           |            |            | 1-3    |

### Saison 2003-2004 (Ligue des champions)
- Qualification à la Ligue des champions acquise grâce à la victoire en Coupe de France.
- Sept victoires, trois défaites.

| Adversaire          | Aller | Retour | 1/3 aller | 1/3 retour | 1/2 finale | Finale 3/4 |
| ------------------- | ----- | ------ | --------- | ---------- | ---------- | ---------- |
| ESS Falck Pärnu     | 0-3   | 3-0    |           |            |            |            |
| Iskra Odintsovo     | 3-1   | 3-1    |           |            |            |            |
| VfB Friedrichshafen | 2-3   | 3-0    |           |            |            |            |
| Sisley Trévise      |       |        | 1-3       | 2-3        |            |            |
| Lokomotiv Belgorod  |       |        |           |            | 3-0        |            |
| Iraklis Salonique   |       |        |           |            |            | 2-3        |

### Saison 2001-2002 (Ligue des champions)
- Qualification à la Ligue des champions acquise grâce à la finale de Coupe de France et au titre national du Paris Volley.
- Quatre victoires, quatre défaites.

| Adversaire          | Aller | Retour | 1/4 aller | 1/4 retour |
| ------------------- | ----- | ------ | --------- | ---------- |
| Belediyesi Istanbul | 0-3   | 3-0    |           |            |
| Sisley Trévise      | 3-1   | 3-1    |           |            |
| Luzhniki Moscou     | 3-1   | 3-0    |           |            |
| Iraklis Salonique   |       |        | 3-0       | 0-3        |

### Saison 2000-2001 (Ligue des champions)
- Qualification à la Ligue des champions acquise grâce à la finale de Coupe de France et au titre national du Paris Volley.
- Deux victoires, quatre défaites.

| Adversaire          | Aller | Retour |
| ------------------- | ----- | ------ |
| Vrevok Nieuwegein   | 3-1   | 3-2    |
| Olympiakos Le Pirée | 2-3   | 1-3    |
| Sisley Trévise      | 3-0   | 0-3    |